# Wyspy Grenlandii

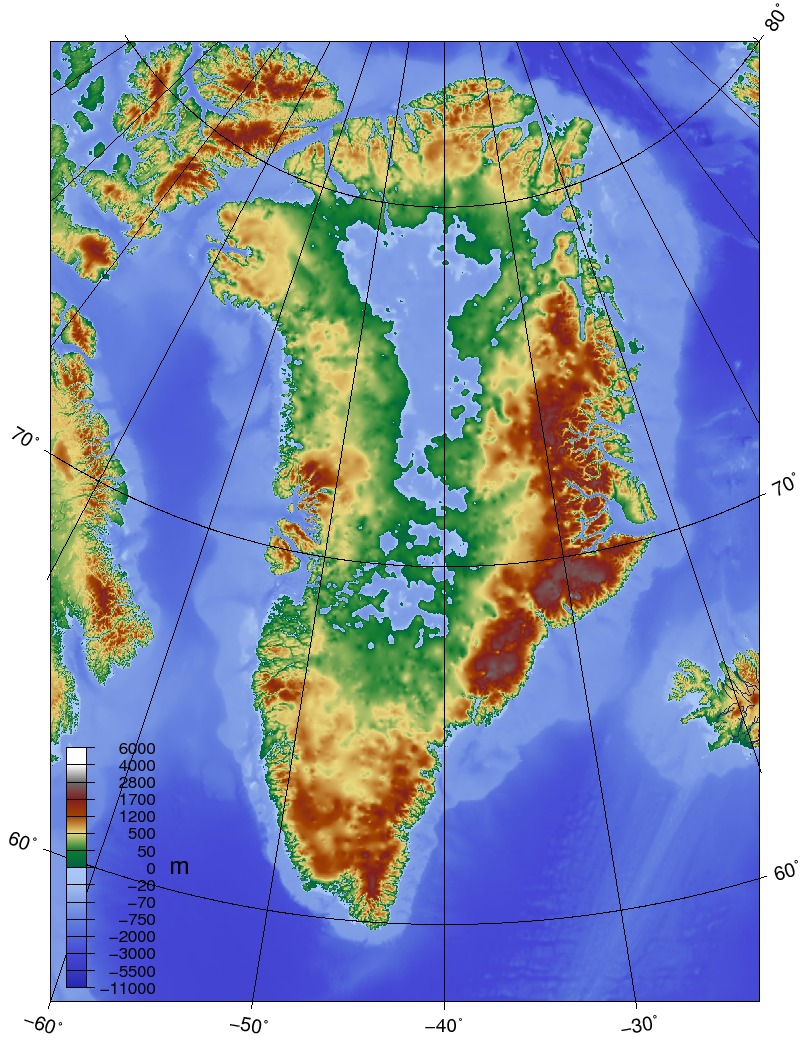
Mapa topograficzna Grenlandii

Poniżej przedstawiono listę wysp leżących w bezpośrednim sąsiedztwie Grenlandii. Większość z nich zarówno nazwę miejscową (w języku grenlandzkim), jak i w jednym z języków europejskich.

## Wyspy

### Zamieszkane (według liczby mieszkańców)
Liczba mieszkańców według stanu na 1 stycznia 2005 r.
- Grenlandia – pow. 2 175 035 km²; 56 969 mieszkańców; gęstość zaludnienia 0,026 os./1 km²
- Ammassalik Ø – pow. 771,9 km²; linia brzegowa 230,3 km; wys. 1352 m n.p.m.; 3069 mieszkańców (2007 r.); gęstość zaludnienia 4,0 os./1 km²; 65°43′N 37°35′W/65,716667 -37,583333
- Uummannaq – pow. 12,0 km²; 1282 mieszkańców (2013 r.); gęstość zaludnienia 106,8 os./km²; 70°42′11″N 52°08′00″W/70,703056 -52,133333
- Disko – pow. 8612,2 km²; dł. 160 km; linia brzegowa 609,3 km; wys. 1919 m n.p.m.; 1032 mieszkańców; gęstość zaludnienia 0,12 os./1 km²; 69°45′N 53°30′W/69,750000 -53,500000
- Qeqertarssuaq – pow. 269,0 km²; linia brzegowa 100,7 km; 204 mieszkańców (2010 r.); gęstość zaludnienia 0,76 os./1 km²; 72°16′N 55°20′W/72,266667 -55,333333
- Illorsuit Island (Ubekendt Ejland) – pow. 467,6 km²; linia brzegowa 84,7 km; wys. 1150 m n.p.m.; 99 mieszkańców; gęstość zaludnienia 0,21 os./1 km²; 71°10′N 53°43′W/71,166667 -53,716667
- Qeqertarssdaq – pow. 265,3 km²; linia brzegowa 72,0 km; 94 mieszkańców; gęstość zaludnienia 0,35 os./1 km²; 71°37′N 53°10′W/71,616667 -53,166667
- Sangmissoq – pow. 802,7 km²; dł. 60 km; linia brzegowa 359,1 km; wys. 1546 m n.p.m.; 3 mieszkańców; gęstość zaludnienia 0,004 os./1 km²; 60°03′N 43°41′W/60,050000 -43,683333
- Herbert – pow. 222,8 km²; linia brzegowa 72,4 km; 2 mieszkańców; gęstość zaludnienia 0,009 os./1 km²; 77°26′N 70°42′W/77,433333 -70,700000

### Niezamieszkane (według powierzchni)
- Ziemia Milne’a – pow. 3912,9 km²; dł. 113 km; szer. 45 km; linia brzegowa 360,0 km; wys. 2200 m n.p.m.; 70°41′N 26°45′W/70,683333 -26,750000
- Traill – pow. 3541,6 km²; dł. 110 km; szer. 48 km; linia brzegowa 379,1 km; wys. 1884 m n.p.m.; 72°32′N 23°10′W/72,533333 -23,166667
- Ymer – pow. 2437,0 km²; linia brzegowa 350,4 km; wys. 1900 m n.p.m.; 73°09′N 24°20′W/73,150000 -24,333333
- Wyspa Towarzystwa Geograficznego – pow. 1716,6 km²; dł. 95 km; szer. 33 km; linia brzegowa 263,8 km; wys. 1730 m n.p.m.; 72°56′N 23°05′W/72,933333 -23,083333
- Clavering – pow. 1534,6 km²; dł. 58 km; szer. 40 km; linia brzegowa 165,4 km; wys. 1650 m n.p.m.; 74°35′N 21°20′W/74,583333 -21,333333
- Ziemia Naresa – pow. 1466,0 km²; dł. 75 km; szer. 30 km; linia brzegowa 192,4 km; wys. 1067 m n.p.m.; 82°25′N 46°06′W/82,416667 -46,100000
- Shannon – pow. 1258,5 km²; dł. 57 km; szer. 46 km; linia brzegowa 252,1 km; wys. 310 m n.p.m.; 75°08′N 18°24′W/75,133333 -18,400000
- Alluttoq Island – pow. 655,4 km²; linia brzegowa 167,4 km; 69°44′30″N 51°08′00″W/69,741667 -51,133333
- Kuhn Island – pow. 634,0 km²; dł. 38,5 km; szer. 27,5 km; linia brzegowa 117,5 km; wys. 1136 m n.p.m.; 74°53′N 20°15′W/74,883333 -20,250000
- Store Koldewey – pow. 615,5 km²; dł. 65 km; szer. 10 km; linia brzegowa 205,0 km; wys. 971 m n.p.m.; 76°22′N 18°51′W/76,366667 -18,850000
- Hendrik – pow. 583,2 km²; linia brzegowa 118,3 km; wys. 1152 m n.p.m.; 82°15′N 53°20′W/82,250000 -53,333333
- Upernivik Island – pow. 540,5 km²; dł. 30,0 km; szer. 23,2 km; linia brzegowa 126,3 km; wys. 2105 m n.p.m.; 71°16′N 52°45′W/71,266667 -52,750000
- Soren Norbyes Island – pow. 470,7 km²; linia brzegowa 185,9 km; wys. 757 m n.p.m.
- Skjoldungen – pow. 450,3 km²; linia brzegowa 158,8 km; wys. 1605 m n.p.m.; 63°21′00″N 41°30′36″W/63,350000 -41,510000
- Sverdrup Island – pow. 404,8 km²; linia brzegowa 126,3 km; wys. 1290 m n.p.m.; 82°57′N 45°45′W/82,950000 -45,750000
- Northumberland Island – pow. 330,3 km²; linia brzegowa 82,2 km; wys. 1097 m n.p.m.; 77°22′N 71°55′W/77,366667 -71,916667
- Egger – pow. 308,8 km²; linia brzegowa 150,2 km; wys. 1070 m n.p.m.; 59°52′12″N 43°54′00″W/59,870000 -43,900000
- Prinsesse Thyra Island – pow. 294,8 km²; linia brzegowa 85,7 km; 82°00′N 20°50′W/82,000000 -20,833333
- Lindhards – pow. 263,3 km²; linia brzegowa 115,6 km; 76°30′36″N 22°08′24″W/76,510000 -22,140000
- Île-de-France (Qeqertaq Prins Henrik) – pow. 246,1 km²; linia brzegowa 71,9 km; 77°46′48″N 17°54′00″W/77,780000 -17,900000
- Bjornesk – pow. 236,2 km²; linia brzegowa 88,8 km; 77°51′36″N 20°00′00″W/77,860000 -20,000000
- Lynns Island – pow. 230,9 km²; linia brzegowa 65,7 km; wys. 1494 m n.p.m.; 80°07′12″N 19°13′12″W/80,120000 -19,220000
- Tingmiarmit – pow. 229,3 km²; linia brzegowa 140,6 km; wys. 1300 m n.p.m.; 62°45′N 42°10′W/62,750000 -42,166667
- Agpat – pow. 210,9 km²; linia brzegowa 69,0 km; wys. 1747 m n.p.m.; 71°35′N 52°35′W/71,583333 -52,583333
- Anoraliuirsoq – pow. 206,2 km²; linia brzegowa 115,5 km; 60°01′48″N 44°21′36″W/60,030000 -44,360000
- Sedlevik Ø – pow. 206,0 km²; 60°02′N 44°19′W/60,033333 -44,316667
- Hazenland – pow. 205,7 km²; linia brzegowa 85,3 km; 83°29′N 41°00′W/83,483333 -41,000000
- Sermersooq – pow. 202,4 km²; linia brzegowa 77,4 km; wys. 1276 m n.p.m.; 60°15′N 45°15′W/60,250000 -45,250000
- Ikeq – pow. 198,9 km²; linia brzegowa 89,4 km; wys. 1388 m n.p.m.; 59°56′24″N 44°12′00″W/59,940000 -44,200000
- Storo – pow. 198,3 km²; linia brzegowa 63,3 km; wys. 1798 m n.p.m.; 70°48′57″N 27°30′28″W/70,815833 -27,507778
- Norske – pow. 186,4 km²; linia brzegowa 68,9 km; wys. 500 m n.p.m.; 79°05′24″N 17°48′00″W/79,090000 -17,800000
- Holm – pow. 180,9 km²; dł. 32,76 km; szer. 15,86 km; linia brzegowa 81,8 km; wys. 1060 m n.p.m.; 74°30′N 57°00′W/74,500000 -57,000000
- Schnauders – pow. 180,3 km²; linia brzegowa 105,0 km; wys. 300 m n.p.m.; 78°49′12″N 19°27′36″W/78,820000 -19,460000
- East Jensens – pow. 163,7 km²; linia brzegowa 57,2 km; wys. 853 m n.p.m.; 83°03′N 41°24′W/83,050000 -41,400000
- West Jensens – pow. 161,4 km²; linia brzegowa 68,2 km; 82°50′N 41°24′W/82,833333 -41,400000
- Sabine Island – pow. 155,9 km²; dł. 16 km; szer. 14 km; linia brzegowa 59,8 km; wys. 699 m n.p.m.; 74°36′N 18°59′W/74,600000 -18,983333
- Upepnagssivik – pow. 149,1 km²; linia brzegowa 79,1 km; wys. 790 m n.p.m.
- Prinsesse Dagmar Island – pow. 144,5 km²; linia brzegowa 55,8 km; 81°45′N 18°45′W/81,750000 -18,750000
- Ella Island – pow. 144,0 km²; 72°51′N 25°00′W/72,850000 -25,000000
- Eila – pow. 143,6 km²; linia brzegowa 59,6 km; 73°10′N 25°10′W/73,166667 -25,166667
- Salliaruseq Island (Storoen) – pow. 129,5 km²; linia brzegowa 53,5 km; wys. 1418 m n.p.m.; 70°41′30″N 51°50′00″W/70,691667 -51,833333
- Qeqertarsuatsiaq Island – pow. 126,0 km²; 70°25′N 54°53′W/70,416667 -54,883333
- Hareoen Island – pow. 125,9 km²; linia brzegowa 44,3 km; 70°25′12″N 54°52′48″W/70,420000 -54,880000
- John Murray – pow. 120,9 km²; linia brzegowa 43,1 km; wys. 799 m n.p.m.; 82°51′N 48°42′W/82,850000 -48,700000
- Edvards – pow. 115,8 km²; linia brzegowa 53,5 km; 77°00′N 21°40′W/77,000000 -21,666667
- Godfred Hansens – pow. 115,0 km²; linia brzegowa 53,7 km; 76°27′07″N 20°55′05″W/76,451944 -20,918056
- Qianarreq – pow. 108,1 km²; linia brzegowa 65,9 km; wys. 457 m n.p.m.
- Appat Island (Saunders Ø) – pow. 103,1 km²; dł. 15,3 km; szer. 7,6 km; linia brzegowa 42,3 km; wys. 399 m n.p.m.
- Simiutaq Island – dł. 13 km; szer. 10 km; wys. 775 m n.p.m.; 66°04′00″N 53°33′30″W/66,066667 -53,558333
- Little Pendulum Island – dł. 13,0 km; szer. 5,5 km; wys. 602 m n.p.m.; 74°40′N 18°28′W/74,666667 -18,466667
- Kulusuk Island – dł. 11,0 km; szer. 8,0 km; wys. 336 m n.p.m.; 65°33′N 37°07′W/65,550000 -37,116667
- Inussullissuaq Island – dł. 6,3 km; szer. 1,9 km; wys. 560 m n.p.m.; 74°24′50″N 57°00′00″W/74,413889 -57,000000
- Uunartoq – dł. 5,5 km; szer. 2,5 km; wys. 50 m n.p.m.; 60°27′45″N 45°34′10″W/60,462500 -45,569444
- Crozier Island – dł. 4 km; szer. 2 km; wys. 60 m n.p.m.; 80°30′N 67°05′W/80,500000 -67,083333
- Hans – pow. 1,3 km²; 80°49′32″N 66°27′16″W/80,825556 -66,454444
- Kaffeklubben – dł. 1 km; wys. 60 m n.p.m.; 83°40′N 29°50′W/83,666667 -29,833333
- Oodaaq – pow. 0,012 ha; dł. 15 m; szer. 8 m; najdalej na północ wysunięta wysepka (705 km od Bieguna Północnego); 83°40′N 30°40′W/83,666667 -30,666667
- ATOW1996 – pow. 0,01 ha; dł. 10 m; szer. 10 m; wys. 1 m n.p.m.; wysepka (piaszczysta łacha); 83°40′35″N 30°38′39″W/83,676389 -30,644167
- Sermitsiaq Island – wys. 1210 m n.p.m.; 66°18′N 51°27′W/66,300000 -51,450000
- Salleq Island – wys. 1070 m n.p.m.; 70°56′20″N 52°16′00″W/70,938889 -52,266667
- Sermersut Island – wys. 1031 m n.p.m.; 65°35′N 53°05′W/65,583333 -53,083333
- Apusiaajik Island – wys. 855 m n.p.m.; 65°39′N 37°03′W/65,650000 -37,050000
- Stephenson Island (Grenlandia) – wys. 303 m n.p.m.; 82°30′N 48°30′W/82,500000 -48,500000
- Franklin Island – wys. 215 m n.p.m.; 80°48′N 66°35′W/80,800000 -66,583333
- Uunartoq Qeqertoq – odkryta we wrześniu 2005 r. u wsch. wybrzeży Grenlandii; 71°29′N 21°51′W/71,483333 -21,850000
- Akilia (zach. wybrzeże) – najstarsza skała osadowa na świecie; 63°55′59″N 51°40′01″W/63,933056 -51,666944
- Aluk Island – 60°09′26″N 43°04′48″W/60,157222 -43,080000
- Hakluyt Ø
- Ikerasak Island
- Lockwood Ø
- Prinsesse Margrethe Ø
- Qoornuup Qeqertarsua
- Talerua Island

## Archipelag Upernavik (w kolejności alfabetycznej)
Aappilattoq (Qeqqata) – wys. 490 m n.p.m.  •  Aappilattoq (Tasiusaq Bay) – wys. 460 m n.p.m.  •  Akia – dł. 5,8 km; szer. 5,8 km; wys. 500 m n.p.m.  •  Akuliaruseq – wys. 720 m n.p.m.  •  Amarortalik – wys. 823 m n.p.m.  •  Amitsorsuaq – dł. 8,0 km; szer. 2,1 km; wys. 424 m n.p.m.  •  Anarusuk  •  Apparsuit – wys. 658 m n.p.m.  •  Atilissuaq  •  Aukernersuaq  •  Ateqanngitsorsuaq – wys. 516 m n.p.m.  •  Horse Head  •  Ikerasakassak  •  Ikermoissuaq  •  Ikermiut  •  Illunnguit – wys. 310 m n.p.m.  •  Innaarsuit – wys. 310 m n.p.m.  •  Inussullissuaq  •  Iperaq  •  Itissaalik  •  Kangaarsuk – wys. 170 m n.p.m.  •  Karrat  •  Kiatassuaq – pow. 180,9 km²; dł. 32,76 km; szer. 15,86 km; linia brzegowa 81,8 km; wys. 940 m n.p.m. •  Kiataussaq – dł. 8,3 km; szer. 3,7 km; wys. 420 m n.p.m.  •  Kingittorsuaq – dł. 3,7 km; szer. 2,7 km  •  Kullorsuaq – wys. 546 m n.p.m.  •  Maniitsoq – dł. 9,7 km; wys. 386 m n.p.m.  •  Mattaangassut  •  Mernoq  •  Naajaat  •  Nako  •  Nasaussaq – wys. 420 m n.p.m.  •  Nuluuk  •  Nunaa  •  Nunatarsuaq  •  Nutaarmiut – pow. 377,2 km²; linia brzegowa 124,0 km  •  Nutaarmiut (Tasiusaq Bay)  •  Nuuluk – wys. 390 m n.p.m.  •  Paagussat – wys. 200 m n.p.m.  •  Paornivik  •  Puugutaa  •  Qaarsorsuaq – pow. 124,7 km²; dł. 17,6 km; szer. 14,83 km; linia brzegowa 67,6 km; wys. 215 m n.p.m.  •  Qaarsorsuatsiaq – wys. 320 m n.p.m.  •  Qallunaat – wys. 340 m n.p.m.  •  Qaneq  •  Qaqaarissorsuaq – wys. 590 m n.p.m.  •  Qasse  •  Qeqertaq – pow. 124,3 km²; linia brzegowa 43,9 km  •  Qeqertarsuaq  •  Qullikorsuit – pow. 204,0 km²; linia brzegowa 89,3 km  •  Saarlia – wys. 200 m n.p.m.  •  Saattoq  •  Saattorsuaq  •  Saattup Akia  •  Sanningassoq  •  Saqqarlersuaq – wys. 583 m n.p.m.  •  Singarnaq-Annertussoq  •  Sisuarsuit  •  Sugar Loaf – wys. 376 m n.p.m.  •  Taartoq  •  Tasiusaq – wys. 535 m n.p.m.  •  Timilersua  •  Tukingassoq  •  Tussaaq  •  Tuttorqortooq – wys. 587 m n.p.m.  •  Uigorlersuaq – wys. 250 m n.p.m.  •  Uilortussoq  •  Upernavik